# Urban Jürgensen

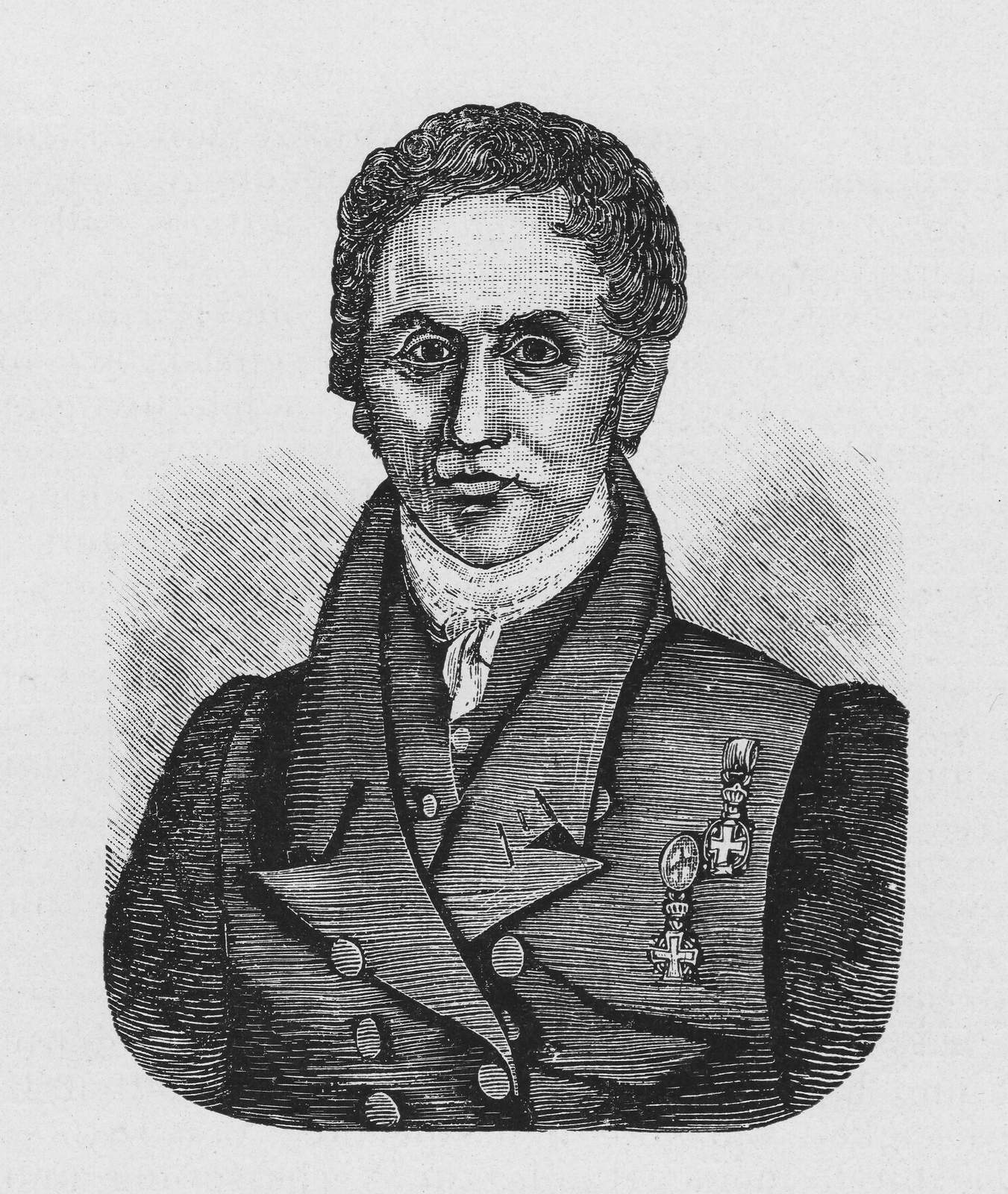

Urban Jürgensen, född 5 augusti 1776 i Köpenhamn, död där 14 maj 1830, var en dansk urmakare.
Han utbildade sig hos sin far Jürgen Jürgensen, som var hovurmakare, och vidareutbildade sig i Schweiz, Paris och London. Från 1801  arbetade han tillsammans med fadern  och konstruerade bland annat en metalltermometer och utvecklade nya metoder för tillverkning av fjädrar och användning av ädelsten som lager  i klockor.
Efter faderns död 1809 etablerade Jürgensen sig som urmakare i Köpenhamn där han tillverkade kronometrar, astronomiska pendelur och termometrar. Han  vann ryktbarhet även utomlands genom sina ypperliga kronometrar och en lärd avhandling, Regler for tidens nöjaktige afmaaling ved uhre (1804, 2:a upplagan 1838, båda upplagorna samtidigt översatta till franska). 1815 blev han medlem av Videnskabernes selskab. Hans son Louis Urban Jürgensen (1806–1867), som utvidgade faderns affär, fick vid 1851 års världsutställning i London pris både för kronometrar och metalltermometrar.